# Phelsuma gouldi
Phelsuma gouldi Crottini, Gehring, Glaw, Harris, Lima & Vences, 2011 è un piccolo sauro della famiglia Gekkonidae, endemico del Madagascar.